# Fondation Ayrton Senna
La Fondation Ayrton Senna (en portugais : Instituto Ayrton Senna, en abrégé IAS) est une fondation reconnue d'utilité publique brésilienne qui a pour but de créer des opportunités de développement humain pour les jeunes Brésiliens, en coopération avec les entreprises, les gouvernements, les municipalités, les écoles, les universités et les ONG.
La fondation est située dans le district de Pinheiros, dans la sous-préfecture du même nom, à São Paulo, au Brésil.
Elle compte actuellement 24 membres clés (12 membres du conseil d'administration et 12 conseillers).

## Historique

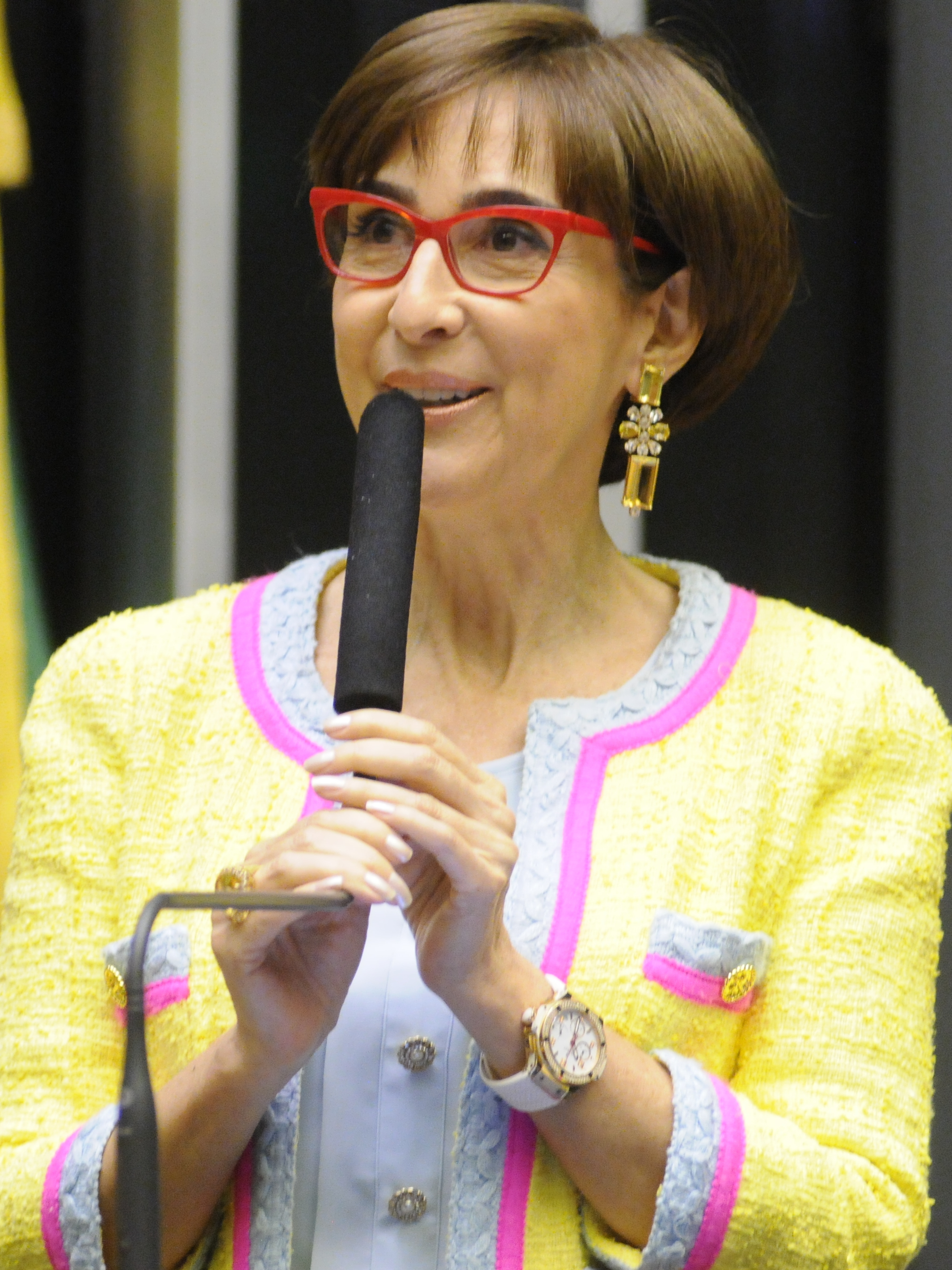
Viviane Senna, sœur d'Ayrton Senna et fondatrice de la Fondation.

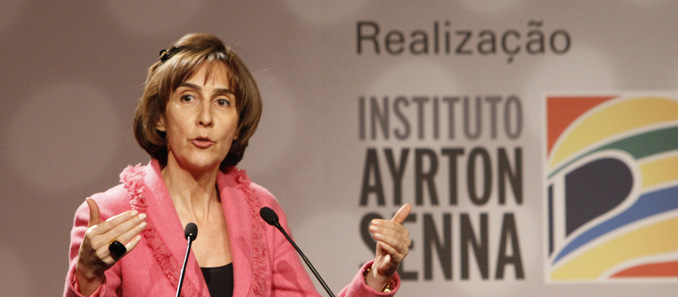
Viviane Senna lors du séminaire d'éducation pour le XXIe siècle (Seminário Educação para o Século 21), le 25 octobre 2011.

Deux mois avant le décès d'Ayrton Senna dans un accident mortel à Imola, lui et sa sœur, Viviane Senna, avaient discuté de la création d’une organisation caritative. l'intention était d'aider au développement des enfants et des adolescents à travers le Brésil, en coopération avec d'autres entreprises. La Fondation Ayrton Senna a ensuite été fondée par la famille d’Ayrton six mois plus tard, le 20 novembre 1994, sous la présidence de Viviane. Depuis lors, la fondation a investi 80 millions de dollars dans des actions et programmes sociaux en coopération avec d'autres entreprises et ONG.
La fondation est soutenue par Bernie Ecclestone, l'ancien directeur général de la Formule 1, par Sir Frank Williams, le propriétaire et fondateur de l'écurie Williams, l'ex-manager de Senna Julian Jakobi, et par les anciens pilotes Alain Prost et Gerhard Berger.
L'édition 2016 de l'IFLC (International Festival of Language and Culture) a organisé une performance pour commémorer Ayrton Senna et a offert un cadeau à l'Institut Ayrton Senna,.

## Collaborations
En 2013, la fondation Ayrton Senna a entamé un partenariat avec la société japonaise Polyphony Digital pour réaliser un hommage ("Tribute Ayrton Senna") au champion brésilien intégré à  Gran Turismo 6 , le jeu vidéo de course du développeur, et ainsi apporter l'héritage d'Ayrton Senna pour les futurs versions de la série de jeux vidéo,. Dans Gran Turismo 6, le joueur découvre l'histoire d'Ayrton Senna en quatre parties par le biais de photos et de vidéos, et peut conduire certaines de ses voitures : le kart DAP #17, la formule 3 West Surrey Racing et la Lotus 97T.
Le constructeur automobile britannique McLaren a commencé à collaborer avec la Fondation  Ayrton Senna pour créer la McLaren Senna, une voiture de sport dédiée à Ayrton Senna et à ses succès avec le constructeur en Formule 1.
La Fondation Ayrton Senna a signé deux partenariats internationaux avec Singapour et la Finlande concernant la science, la lecture et les mathématiques.